# Consolat General de Bulgària a Barcelona
El Consolat General de la República de Bulgària a Barcelona (en búlgar: Генерално консулство на Република България в Барселона) és la missió diplomàtica de Bulgària ubicada a la ciutat de Barcelona. Es troba en el número 54 de l'avinguda de la Riera de Cassoles, al districte de Gràcia. D'ençà de l'octubre de 2019, Tsvetelin Rumenov Tsolov és el cònsol general búlgar.